# Stemmeprocent
Stemmeprocent eller valgdeltagelse viser hvor stor en andel af den stemmeberettigede befolkning, der stemmer til et valg.
I Danmark er stemmeprocenten vanligvis høj til Folketingsvalg, mens den er lavere til kommunalvalg og endnu lavere ved Europa-Parlamentsvalg.